# Protonszinkrotron-erősítő
A Protonszinkrotron-erősítő (PSB: Proton Synchrotron Booster) az Protonszinkrotron szinkrotron elven működő előgyorsítója a CERN-ben.

## Felépítése
A gyorsítót 1972-ben építették. 
Kezdetben 800 MeV-re tudott protonokat gyorsítani.

## Alkalmazása
A Linac 2 lineáris előgyorsítójából 50 MeV energiájú (kb. 100000 km/s sebességű) protonokat vesz fel, ezeket gyorsítja 1,4 GeV-re (a fénysebesség 90%-ára), úgy kerülnek a Proton Synchrotronba.
A Linac 3 gyorsítóból származó ionokkal is működik.
Jelenleg négy egymás fölé helyezett, egyforma gyűrűből áll.